# Friedrichstraße
La Friedrichstraße [ˈfʁiːdʁɪçˌʃtʁaːsə] (« rue Frédéric ») est une rue située à Berlin en Allemagne.

## Situation et accès
Elle relie les quartiers de Mitte et de Kreuzberg, entre la porte d'Oranienbourg au nord et la porte de Halle (Mehringplatz (de)) au sud.

## Origine du nom
Elle a été nommée ainsi en l'honneur du roi Frédéric Ier de Prusse et traversait le quartier de Friedrichstadt dans sa partie méridionale.

## Historique
C'est une artère très commerçante qui, avant 1945 constituait avec la Wilhelmstraße, le quartier névralgique du pouvoir (Regierungsviertel). Ces deux rues étant d'ailleurs traversées à mi-parcours par la Leipziger Straße.
La Friedrichstraße fut presque entièrement détruite par les bombardements de la Seconde Guerre mondiale. Après le conflit, la section ouest-berlinoise a été en partie reconstruite comme une rue résidentielle. À la fin des années 1960, les restes de l'ex- Belle-Alliance-Platz (rebaptisé Mehringplatz), ont été complètement démolis et remplacés par un immeuble de bureaux en béton conçu par Hans Scharoun. Malgré sa situation centrale, ce secteur demeure relativement pauvre. Tandis que dans la partie est-berlinoise, des plans de reconstruction et d'élargissement de la rue ont été effectués, notamment au niveau de la Unter den Linden qu'elle croise également.

### Guerre froide
La Friedrichstraße est surtout connue pour avoir été l'un des points de tensions significatifs de la Guerre froide, surtout au moment de la construction du Mur de Berlin en août 1961. En effet, l'artère accueillait le poste frontière de Berlin le plus emblématique, permettant de franchir le mur. Il était appelé Checkpoint Charlie et se trouvait au croisement de la Zimmerstraße à la limite des quartiers de Mitte (secteur soviétique) et de Kreuzberg (secteur américain). La gare de Friedrichstraße qui passe au-dessus de la rue dans sa partie septentrionale, constituait un autre point de passage important.
La tension à cette époque entre les deux « supergrands » (États-Unis et Union soviétique) fut telle que le 27 octobre suivant, chars et soldats des deux camps se firent face à la limite de ce Checkpoint pendant une journée, à cause d'un différend sur la libre circulation des ressortissants des pays alliées dans les deux moitiés de la ville : les Soviétiques ayant exiger de contrôler un plénipotentiaire américain qui souhaitait pénétrer à Berlin-Est par Checkpoint Charlie, ce qui était contraire aux accords alors en vigueur qui autorisaient le libre passage à ce poste-frontière des diplomates et soldats alliés qui étaient stationnés à Berlin.

### Depuis la réunification
Depuis la réunification allemande en 1990, la reconstruction s'est poursuivie et de nombreux architectes de renommée internationale sont venus y contribuer, comme le Français Jean Nouvel qui a conçu le nouveau magasin des Galeries Lafayette (à l'angle de la Französische Straße), ou l'Américain Philip Johnson qui a construit l'American Business Center, ce qui a contribué au renouveau commercial de l'une des artères des plus célèbres de la capitale allemande.
Depuis 1923, l'artère est desservie par cinq stations de la ligne 6 du métro : Oranienburger Tor, Friedrichstraße, Französische Straße, Stadtmitte et Kochstraße. En 2010, a débuté la construction d'une sixième station baptisée Unter den Linden, située au croisement de l'artère homonyme et qui doit assurer dès 2019 une correspondance avec l'extension de la ligne 55 du métro.
La Friedrichstraße a été partiellement piétonnisée le 29 août 2020. Cette piétonisation a été ensuite annulée par le tribunal administratif de Berlin en octobre 2022, puis rétablie par la sénatrice Bettina Jarasch le 30 janvier 2023, avant d'être à nouveau annulée par son successeur Manja Schreiner en août de la même année,.